# Aachener Turn- und Sportverein Alemannia 1900 1976-1977
Questa voce raccoglie le informazioni riguardanti l'Aachener Turn- und Sportverein Alemannia 1900 nelle competizioni ufficiali della stagione 1976-1977.

## Stagione
Nella stagione 1976-1977 l'Alemannia, allenato da Gerhard Prokop, concluse il campionato di 2. Bundesliga al 7º posto. In Coppa di Germania l'Alemannia fu eliminato al secondo turno dal Borussia Dortmund.

## Rosa
| N. |                     | Ruolo | Calciatore         |
| -- | ------------------- | ----- | ------------------ |
|    | Germania (bandiera) | P     | Ulrich Gelhard     |
|    | Germania (bandiera) | P     | Bernd Hoogen       |
|    | Germania (bandiera) | P     | Johannes Kau       |
|    | Germania (bandiera) | D     | Josef Bläser       |
|    | Germania (bandiera) | D     | Manfred Jansen     |
|    | Spagna (bandiera)   | D     | Jo Montanes        |
|    | Germania (bandiera) | D     | Willi Reuter       |
|    | Germania (bandiera) | D     | Peter Stollwerk    |
|    | Germania (bandiera) | C     | Franz-Josef Breuer |
|    | Germania (bandiera) | C     | Werner Brodermanns |
|    | Belgio (bandiera)   | C     | Antoine Fagot      |

| N. |                     | Ruolo | Calciatore        |
| -- | ------------------- | ----- | ----------------- |
|    | Germania (bandiera) | C     | Wolfgang Glock    |
|    | Germania (bandiera) | C     | Heiko Mertes      |
|    | Germania (bandiera) | C     | Erwin Palm        |
|    | Germania (bandiera) | C     | Michael Schleiden |
|    | Germania (bandiera) | C     | Helmut Schütt     |
|    | Germania (bandiera) | C     | Edgar Senz        |
|    | Germania (bandiera) | C     | Holger Zippel     |
|    | Germania (bandiera) | A     | Dieter Baumanns   |
|    | Germania (bandiera) | A     | Heinz-Josef Kehr  |
|    | Germania (bandiera) | A     | Rolf Kucharski    |

## Organigramma societario
Area tecnica
- Allenatore: Gerhard Prokop
- Allenatore in seconda:
- Preparatore dei portieri:
- Preparatori atletici:

## Calciomercato

### Sessione estiva
| Acquisti | Acquisti           | Acquisti                | Acquisti |
| R.       | Nome               | da                      | Modalità |
| -------- | ------------------ | ----------------------- | -------- |
| C        | Werner Brodermanns | Alemannia Aquisgrana II |          |
| P        | Ulrich Gelhard     | Waldhof Mannheim        |          |
| C        | Wolfgang Glock     | Fortuna Colonia         |          |
| A        | Heinz-Josef Kehr   | SC Brühl 06/45          |          |
| C        | Erwin Palm         | MVV                     |          |
| C        | Holger Zippel      | Spandauer               |          |

| Cessioni | Cessioni             | Cessioni                 | Cessioni |
| R.       | Nome                 | a                        | Modalità |
| -------- | -------------------- | ------------------------ | -------- |
| C        | Peter Hermann        | Bayer Leverkusen         |          |
| A        | Udo Klohs            | Uerdingen 05             |          |
| P        | Georg Marwig         | Eintracht Bad Kreuznach  |          |
| C        | Hans Schulz          | VSK Osterholz-Scharmbeck |          |
| D        | Klaus-Dieter Sieloff | TSG Backnang             |          |

### Sessione invernale
| Acquisti | Acquisti | Acquisti | Acquisti |
| R.       | Nome     | da       | Modalità |
| -------- | -------- | -------- | -------- |

| Cessioni | Cessioni | Cessioni | Cessioni |
| R.       | Nome     | a        | Modalità |
| -------- | -------- | -------- | -------- |

## Risultati

### 2. Bundesliga

#### Girone di andata
| Arbitro: | Burgers |

|  |           |         |
|  | Marcatori | 6’ Wolf |

| Arbitro: | Eggers |

|           |           |            |
| Meyer 33’ | Marcatori | 34’ Zippel |

| Arbitro: | Heymann |

|                       |           |  |
| Kehr 77’ Baumanns 82’ | Marcatori |  |

| Arbitro: | Winkler |

|                   |           |              |
| Ludwig 79’ (rig.) | Marcatori | 8’ Kucharski |

| Arbitro: | Pauly |

|                            |           |                 |
| Mertes 18’, 73’ Bläser 50’ | Marcatori | 17’ Kacmierczak |

| Arbitro: | Horstmann |

|                                |           |          |
| Frosch 53’ Skov 63’ Gerber 74’ | Marcatori | 65’ Kehr |

| Arbitro: | Gathmann |

|          |           |                      |
| Kehr 62’ | Marcatori | 17’ (aut.) Kucharski |

| Arbitro: | Horeis |

|                                                         |           |            |
| Wunder 2’ Stegmayer 35’ (rig.), 58’ (rig.) Milewski 78’ | Marcatori | 33’ Breuer |

| Arbitro: | Wuttke |

|                         |           |                                    |
| Mertes 24’ Baumanns 34’ | Marcatori | 7’ Zyla 16’ Schulitz 90’ Babington |

| Arbitro: | Fork |

|                     |           |          |
| Riege 37’ Wloka 90’ | Marcatori | 73’ Kehr |

| Arbitro: | Richter |

|                                                   |           |                    |
| Montanes 11’ Fagot 18’ Bläser 62’ (rig.) Kehr 77’ | Marcatori | 40’ (rig.) Bittner |

| Arbitro: | Marchefka |

|                   |           |                                            |
| Höfer 9’ Rnic 58’ | Marcatori | 17’ Breuer 37’ (rig.), 49’ Bläser 87’ Kehr |

| Arbitro: | Milkert |

|                                                    |           |             |
| Mertes 25’ Kehr 28’ Glock 68’ Zippel 74’ Fagot 80’ | Marcatori | 63’ Liedtke |

| Arbitro: | Teichert |

|                                               |           |              |
| Berghaus 46’ Miß 65’ Galbierz 75’ Pröpper 84’ | Marcatori | 33’ Baumanns |

| Arbitro: | Gathmann |

|                                                 |           |                             |
| Bläser 39’ (rig.) Kehr 49’ Glock 52’ Breuer 57’ | Marcatori | 76’, 87’ Bordt 78’ Krawczyk |

| Arbitro: | Wuttke |

|                  |           |          |
| van den Berg 21’ | Marcatori | 55’ Kehr |

| Arbitro: | Gabor |

|  |           |           |
|  | Marcatori | 48’ Greif |

| Essen 3 dicembre 1976 18ª giornata | Schwarz-Weiß Essen | 0 – 0 referto | Alemannia Aquisgrana | Grugastadion (3 000 spett.)\| Arbitro: \| Reichmann \| |
| Arbitro:                           | Reichmann          |               |                      |                                                        |

| Arbitro: | Wahmann |

|                               |           |  |
| Breuer 54’ Fagot 83’ Kehr 90’ | Marcatori |  |

#### Girone di ritorno
| Arbitro: | Heitmann |

|                              |           |  |
| Mittendorf 11’ Schilling 28’ | Marcatori |  |

| Arbitro: | Pauly |

|                                         |           |            |
| Baumanns 52’ Bläser 73’ (rig.) Kehr 79’ | Marcatori | 89’ Winter |

| Arbitro: | Wichmann |

|             |           |  |
| Schonert 2’ | Marcatori |  |

| Arbitro: | Wuttke |

|                                  |           |                       |
| Reuter 20’ Mertes 35’ Breuer 40’ | Marcatori | 36’ Ludwig 54’ Otters |

| Herne (Germania) 29 gennaio 1977 24ª giornata | Westfalia Herne | 0 – 0 referto | Alemannia Aquisgrana | Stadion am Schloss Strünkede (4 000 spett.)\| Arbitro: \| Gremmler \| |
| Arbitro:                                      | Gremmler        |               |                      |                                                                       |

| Arbitro: | Bartnick |

|           |           |            |
| Fagot 63’ | Marcatori | 26’ Oswald |

| Arbitro: | Redelfs |

|              |           |              |
| Möhlmann 32’ | Marcatori | 86’ Baumanns |

| Arbitro: | Hilker |

|                                        |           |                  |
| Lüttges 36’ (aut.) Mertes 82’ Kehr 86’ | Marcatori | 5’, 78’ Milewski |

| Arbitro: | Burgers |

|                              |           |                            |
| Richard 10’ Bruns 75’ (rig.) | Marcatori | 28’ Kehr 54’ (rig.) Breuer |

| Arbitro: | Schütte |

|            |           |          |
| Breuer 79’ | Marcatori | 4’ Wloka |

| Arbitro: | Barnick |

|                         |           |          |
| Flüshöh 33’ Bittner 46’ | Marcatori | 31’ Kehr |

| Arbitro: | Wahmann |

|                                     |           |  |
| Zippel 14’ Kehr 32’, 76’ Mertes 85’ | Marcatori |  |

| Arbitro: | Gabriel |

|                                |           |                             |
| Liedtke 31’ Lindner 37’ (rig.) | Marcatori | 55’ Kucharski 67’, 82’ Kehr |

| Arbitro: | Hanschke |

|                       |           |                       |
| Kehr 63’ Baumanns 82’ | Marcatori | 33’ Hermes 39’ Redder |

| Arbitro: | Jensen |

|            |           |                              |
| Klinge 75’ | Marcatori | 5’ Kehr 7’ Breuer 55’ Mertes |

| Arbitro: | Heymann |

|                          |           |            |
| Kehr 32’ Jansen 71’, 79’ | Marcatori | 84’ Lenzen |

| Arbitro: | Waltert |

|                                                         |           |              |
| Schock 4’ Greif 40’ Baumanns 63’ Schäfer 73’ Hußner 81’ | Marcatori | 5’ Kucharski |

| Arbitro: | Brückner |

|                            |           |  |
| Mertes 71’ Kehr 88’ (rig.) | Marcatori |  |

| Arbitro: | Risse |

|  |           |          |
|  | Marcatori | 11’ Kehr |

### Coppa di Germania
| Arbitro: | Vielsack |

|  |           |                       |
|  | Marcatori | 32’ Baumanns 64’ Kehr |

| Aquisgrana 16 ottobre 1976 Secondo turno | Alemannia Aquisgrana | 0 – 0 (d.t.s.) referto | Borussia Dortmund | Stadio Tivoli (22 000 spett.)\| Arbitro: \| Ahlenfelder \| |
| Arbitro:                                 | Ahlenfelder          |                        |                   |                                                            |

| Arbitro: | Hennig |

|                              |           |  |
| Vöge 11’ Baumanns 54’ (aut.) | Marcatori |  |

## Statistiche

### Statistiche di squadra
| Competizione      | Punti | In casa | In casa | In casa | In casa | In casa | In casa | In trasferta | In trasferta | In trasferta | In trasferta | In trasferta | In trasferta | Totale | Totale | Totale | Totale | Totale | Totale | DR  |
| Competizione      | Punti | G       | V       | N       | P       | Gf      | Gs      | G            | V            | N            | P            | Gf           | Gs           | G      | V      | N      | P      | Gf     | Gs     | DR  |
| ----------------- | ----- | ------- | ------- | ------- | ------- | ------- | ------- | ------------ | ------------ | ------------ | ------------ | ------------ | ------------ | ------ | ------ | ------ | ------ | ------ | ------ | --- |
| 2. Bundesliga     | 43    | 19      | 12      | 4       | 3       | 46      | 22      | 19           | 4            | 7            | 8            | 23           | 34           | 38     | 16     | 11     | 11     | 69     | 56     | +13 |
| Coppa di Germania | -     | 1       | 0       | 1       | 0       | 0       | 0       | 2            | 1            | 0            | 1            | 2            | 2            | 3      | 1      | 1      | 1      | 2      | 2      | 0   |
| Totale            | 43    | 20      | 12      | 5       | 3       | 46      | 22      | 21           | 5            | 7            | 9            | 25           | 36           | 41     | 17     | 12     | 12     | 71     | 58     | +13 |

### Andamento in campionato
| Giornata  | 1  | 2  | 3  | 4  | 5 | 6  | 7  | 8  | 9  | 10 | 11 | 12 | 13 | 14 | 15 | 16 | 17 | 18 | 19 | 20 | 21 | 22 | 23 | 24 | 25 | 26 | 27 | 28 | 29 | 30 | 31 | 32 | 33 | 34 | 35 | 36 | 37 | 38 |
| --------- | -- | -- | -- | -- | - | -- | -- | -- | -- | -- | -- | -- | -- | -- | -- | -- | -- | -- | -- | -- | -- | -- | -- | -- | -- | -- | -- | -- | -- | -- | -- | -- | -- | -- | -- | -- | -- | -- |
| Luogo     | C  | T  | C  | T  | C | T  | C  | T  | C  | T  | C  | T  | C  | T  | C  | T  | C  | T  | C  | T  | C  | T  | C  | T  | C  | T  | C  | T  | C  | T  | C  | T  | C  | T  | C  | T  | C  | T  |
| Risultato | P  | N  | V  | N  | V | P  | N  | P  | P  | P  | V  | V  | V  | P  | V  | N  | P  | N  | V  | P  | V  | P  | V  | N  | N  | N  | V  | N  | N  | P  | V  | V  | N  | V  | V  | P  | V  | V  |
| Posizione | 16 | 15 | 10 | 11 | 7 | 11 | 11 | 14 | 14 | 16 | 14 | 13 | 11 | 14 | 12 | 12 | 13 | 13 | 12 | 12 | 12 | 12 | 12 | 11 | 11 | 11 | 10 | 10 | 10 | 11 | 11 | 9  | 9  | 8  | 7  | 9  | 8  | 7  |

Legenda:

Luogo: C = Casa; T = Trasferta. Risultato: V = Vittoria; N = Pareggio; P = Sconfitta.

### Statistiche dei giocatori
| Giocatore      | 2. Bundesliga | 2. Bundesliga | 2. Bundesliga | 2. Bundesliga | Coppa di Germania | Coppa di Germania | Coppa di Germania | Coppa di Germania | Totale   | Totale | Totale      | Totale     |
| Giocatore      | Presenze      | Reti          | Ammonizioni   | Espulsioni    | Presenze          | Reti              | Ammonizioni       | Espulsioni        | Presenze | Reti   | Ammonizioni | Espulsioni |
| -------------- | ------------- | ------------- | ------------- | ------------- | ----------------- | ----------------- | ----------------- | ----------------- | -------- | ------ | ----------- | ---------- |
| D. Baumanns    | 37            | 6             | 6             | 0             | 3                 | 1                 | 0                 | 0                 | 40       | 7      | 6           | 0          |
| J. Bläser      | 26            | 6             | 5             | 0             | 3                 | 0                 | 1                 | 0                 | 29       | 6      | 6           | 0          |
| F. Breuer      | 32            | 8             | 1             | 1             | 3                 | 0                 | 0                 | 0                 | 35       | 8      | 1           | 1          |
| W. Brodermanns | 1             | 0             | 0             | 0             | 0                 | 0                 | 0                 | 0                 | 1        | 0      | 0           | 0          |
| A. Fagot       | 24            | 4             | 0             | 0             | 3                 | 0                 | 0                 | 0                 | 27       | 4      | 0           | 0          |
| U. Gelhard     | 29            | 0             | 0             | 0             | 2                 | 0                 | 0                 | 0                 | 31       | 0      | 0           | 0          |
| W. Glock       | 35            | 2             | 4             | 0             | 3                 | 0                 | 0                 | 0                 | 38       | 2      | 4           | 0          |
| B. Hoogen      | 9             | 0             | 0             | 0             | 1                 | 0                 | 0                 | 0                 | 10       | 0      | 0           | 0          |
| M. Jansen      | 26            | 2             | 1             | 0             | 3                 | 0                 | 0                 | 0                 | 29       | 2      | 1           | 0          |
| J. Kau         | 1             | 0             | 0             | 0             | 0                 | 0                 | 0                 | 0                 | 1        | 0      | 0           | 0          |
| H. Kehr        | 37            | 23            | 5             | 0             | 3                 | 1                 | 0                 | 0                 | 40       | 24     | 5           | 0          |
| R. Kucharski   | 37            | 3             | 14            | 0             | 3                 | 0                 | 1                 | 0                 | 40       | 3      | 15          | 0          |
| H. Mertes      | 36            | 9             | 0             | 0             | 2                 | 0                 | 0                 | 0                 | 38       | 9      | 0           | 0          |
| J. Montanes    | 30            | 1             | 0             | 1             | 1                 | 0                 | 0                 | 0                 | 31       | 1      | 0           | 1          |
| E. Palm        | 8             | 0             | 0             | 0             | 1                 | 0                 | 0                 | 0                 | 9        | 0      | 0           | 0          |
| W. Reuter      | 31            | 1             | 6             | 0             | 3                 | 0                 | 0                 | 0                 | 34       | 1      | 6           | 0          |
| M. Schleiden   | 0             | 0             | 0             | 0             | 0                 | 0                 | 0                 | 0                 | 0        | 0      | 0           | 0          |
| H. Schütt      | 22            | 0             | 1             | 0             | 2                 | 0                 | 0                 | 0                 | 24       | 0      | 1           | 0          |
| E. Senz        | 6             | 0             | 0             | 0             | 1                 | 0                 | 0                 | 0                 | 7        | 0      | 0           | 0          |
| P. Stollwerk   | 15            | 0             | 1             | 0             | 0                 | 0                 | 0                 | 0                 | 15       | 0      | 1           | 0          |
| H. Zippel      | 28            | 3             | 3             | 0             | 2                 | 0                 | 1                 | 0                 | 30       | 3      | 4           | 0          |